# 東京都青年の家事件
東京都青年の家事件（とうきょうとせいねんのいえじけん）は、東京都が同性愛者への宿泊施設「府中青年の家」の利用を拒否したことに対し、市民団体「動くゲイとレズビアンの会」（現・アカー）のメンバーが1991年2月に起こした損害賠償請求訴訟である。府中青年の家事件とも称される。一審判決、二審判決はともに都の責任を認め、原告側の勝訴が確定した。同性愛と人権をめぐる日本初の裁判として知られる。「性的指向」という外来の用語は当該訴訟において初めて用いられた。

## 事件の概要
1989年12月4日、「動くゲイとレズビアンの会」（現・アカー）は、東京都教育委員会が管理する宿泊・学習施設「府中青年の家」への利用を電話にて申し込んだ。府中青年の家は府中市郷土の森公園に隣接し、多摩川が近くに流れていた。
1990年2月11日、団体のメンバー18人は1泊の予定で府中青年の家を訪れた。バレーボールなどのレクリエーションをしたあと、学習会と会合を行った。当日はアカーの他に、少年サッカークラブ、女性合唱団、日本イエス・キリスト教団青年部が利用していた。夕方、青年の家の職員臨席で宿泊団体のリーダー会がもたれた。永田雅司と風間孝がその席に臨み、アカーが同性愛者の団体であること、同性愛についての学習と差別解消活動を行っていることを自己紹介がわりに報告した。リーダー会終了後、同宿のキリスト教団体の参加者から団体メンバーに向けて「こいつらホモなんだぜ。ホモの集団なんだぜ」という言葉を投げつけられたり、団体メンバーが入浴しているのを少年サッカークラブの小学生が覗き見し笑い声をたてるなど、同性愛者を差別する嫌がらせを受けた。
翌2月12日の朝食時にも、子どもたちと引率の大人たちが、「またオカマがいた」などと声をあげて笑うなど、無視できない差別的言動があった。そのためアカーは善処を求めて、青年の家の事業係長に臨時のリーダー会を開くよう求めた。係長は同日午後3時に開くこととしたが、少年サッカークラブはすでに帰っていた。午後3時、係長主宰のもと食堂で3団体によるリーダー会が開かれたが、キリスト教団体と女性合唱団の各リーダーはアカーが主張する言動に及んだことを否定した。その後、アカーの要求により、各団体との個別の話合いが係長立合主宰のもとに順次もたれた。その話合いの席上、キリスト教団体の2名は「女と寝るように男と寝る者は、ふたりとも憎むべき事をしたので、必ず殺されなければならない」と旧約聖書レビ記20章の一節を読み上げ、同性愛は認められないと主張した。アカーのメンバーが発言しようとすると、係長は、「もう終わりです。主催者は僕なのだから、まだ発言しようというのなら、帰ってもらいますよ」と述べ、団体側の発言を許さない態度に出たため、団体側は職員に抗議して席を立った。
同年3月1日、団体は、青年の家で5月3日から4日にかけて勉強合宿を行う目的で、青年の家に予約をした。3月24日、宿泊時に不在だった青年の家の所長と団体メンバーとの間で話し合いがもたれた。所長はアカーの今後の使用を拒絶する旨を述べ、都教育庁及び都教育委員会にその旨を上申すると述べた。4月7日、青年の家に宿泊したメンバーの一人で、当時商工中金に勤めていた永野靖は、同じ中学高校大学に通った親友の中川重徳に連絡をとった。中川は弁護士だった。4月9日、中川はアカーの代理人として都教育庁に電話をし、アカーの使用申込を認めるよう要求した。応対に出た職員は「（アカーは）まじめな団体だっていってるけど、本当は何をしている団体か分かりませんよね」「イミダスなんかをみると、アカーも何のために青年の家を利用するんだか疑わしいですよね」などと述べた。4月13日、中川は都教委に使用承認を求める請願書を提出するが、提出後、アカーのメンバーから「施設の利用は憲法上の権利であり，拒絶する側に立証責任があるという視点が請願書には抜けている」と指摘を受けた。
同年4月26日、都教育委員会は、同性愛者による府中青年の家の使用は都青年の家条例8条1号（「秩序を乱すおそれがある」）及び2号（「管理上支障がある」）に該当するとして、不承認処分をした。

## 裁判の経緯

### 提訴
1991年2月12日、アカーは、利用を拒んだ都の決定は正当な理由によらない差別的な取り扱いであり人権侵害にあたるとして、都を相手取り、国家賠償法に基づいて総額約650万円の賠償を求める訴訟を東京地裁に起こした。原告はアカーと、メンバーの永田雅司、風間孝、神田政典。アカーの請求額は約441万円。永田、風間、神田の3人の請求額は各69万5千円。
東京都の社会教育課長は同日、メディアの取材に応じ、「青年の家は青少年の健全育成を目的にする施設なので、社会通念上認められていない同性愛者に対しては、日帰り利用はよいが、宿泊についてはご遠慮願いたい」と述べた。
訴状は風間を中心として作られた。風間らは英語の文献に使われている「sexual orientation」という言葉を「性的指向」と訳し、訴状に書き込んだ。
アカーは、都施設の利用拒否を同性愛者に対する偏見にもとづく人権侵害と捉えた。それに対し東京都は、施設における「男女別室ルール」を持ち出して、同性愛者団体が宿泊すれば男女同室の場合と同様に性的行為を行うのではないかと想像されること、それによって他利用団体の青少年による嘲笑、嫌がらせがでるおそれがあり、それらは青少年の健全育成に反するなどと主張した。この点については、他の自治体の青年の家には男女同室を認めるところもあり、グループの自主性で部屋割りを任せている場合も多いという調査結果があげられた。
東京都は、青少年によるいやがらせ等の言動は、同性愛者側に原因があると主張した。また、アカーは当事者能力を有していないと主張した。
1992年10月19日、東京地裁は、サンフランシスコ教育委員会委員長のトム・アミアーノ（Tom Ammiano）の証人採用を決定した。アミアーノは同市の教職者で初めて同性愛者であることを公言した者のひとりで、1990年の教育委員選挙に立候補し、トップで当選した。「同性愛者の生徒も職員も差別してはいけない」ということを教育委員会のポリシーとして決定し、そのことを「生徒手帳」に加え、同性愛の児童と青少年への行政対応のプログラムを作り上げた。そうした功績により、1992年に委員長に選出された。弁護団の中川重徳と森野嘉郎は同年12月15日から19日まで、サンフランシスコに滞在し、アミアーノと尋問の打ち合わせを行った。
1993年1月18日、アミアーノの証人尋問が行われた。アミアーノは法廷で次のように述べた。
「同性愛者の青少年にもルールは守らせ、ルールを破ったときには罰するべきだ。しかし、それは同性愛者も異性愛者と同じ場に参加させてからのことである。参加させ、その場ではセックスをしてはいけないとルールを教え、たとえば、職員を夜間巡回させればよいのではないか。そして、ルールを犯した人がいれば、それが異性愛者であろうと同性愛者であろうと、その場からつまみだせばよろしい。同性愛者の参加をあらかじめ排除するという態度は、社会性を持つ公共施設がとる対応とは思えない」
原田敏章裁判長らはアミアーノの証言をうなずきながら聞いた。中川はその姿を見て手ごたえを感じたという。

### 社会の反応
南定四郎は提訴直後に自身の雑誌『アドン』にアカーによる報告記事を掲載し、ほぼ毎月、裁判の状況を報じた。また、『アサヒ芸能』1991年2月28日号で、裁判提訴について「むしろ遅かったくらいだ」と述べ、「これは同性愛者にとっての⼈権裁判。戦後45年間にわたって諸外国で⾏われてきた人権運動や市民権の確立と同じです。日本にも個⼈の意識とは別に、差別の意識があったということを浮き彫りにした」と連帯を表明した。南が立ち上げたILGA日本の各支部も支援を表明した。第4回ILGA日本全国大会は裁判支援をプロジェクトとして承認した。
1992年3月6日から8日にかけて、南の発案による第1回「東京国際レズビアン・ゲイ・フィルム&ビデオ・フェスティバル」が中野サンプラザの研修室で開催された。23本の作品が上映され、その中にドキュメンタリー『OCCUR 東京同性愛裁判』があった。
1991年5月25日、26日に開催された東京大学五月祭で、アカーは裁判報告と講演の集いを行った。浅田彰や石坂啓らが参加し、アカーの予想を上回る300人近い聴衆が集まった。浅田は「日本は、父権的中心による秩序化より、母性的オブラートの保護下でなれあう疑似同性愛者社会である」「男が男性としてのアイデンティティーを確立していないから、同性愛者への排除は明白には見えないが、より残酷な形をとる」と述べた。また、「性的マイノリティ―とマジョリティーの二項対立の土俵そのものを突き崩すこと」を理想に掲げた。とアカーのメンバーは「私は同性愛者」と演壇に立つことの重さを語った。
裁判においては、角田由紀子、二宮周平、棚村政行なども原告を支援した。
ところがゲイ・コミュニティの間では、アカーに対し批判的な立場をとる者が裁判前から少なくなかった。タレントのおすぎは『薔薇族』に連載していたコラムに「私たちは同性愛者の団体であると断って『⻘年の家』に泊まって親睦会をするというのはいかがなものか。私の感想としては、なぜ、同性愛者が群れなければいけないのですか」「この事件は、端から、公共施設を相手取って、団体の存在を宣伝したかったというのかしら」と書いた（1990年8月号）。同誌編集長の伊藤文學も前述の『アサヒ芸能』1991年2月28日号で「同性愛者の市民権という問題は、50年、あるいは1世紀を要する問題なのです。わたしが20年間やってきた経験からいっても、一歩一歩階段を上がるように活動していくことが大事」「いまのところ、ほんとうにけんかをしなければならない差別というのは出てきていない」と持論を述べた。また、『薔薇族』1991年5月号の自身のコラムで「アカーの会のメンバーの提訴は勇み足であり、かえって社会に同性愛者のイメージを悪く伝えるばかりだと思います」という読者の投稿を紹介した。

### 判決
1994年3月30日、東京地方裁判所は東京都の処分は不当なものであったと認定。都に対し、アカーに26万7200円と遅延損害金を支払うよう命じた。永田、風間、神田についてはいずれも理由がないとして請求を棄却したが、実質的に原告側の勝訴判決が下された。
同判決によれば、同性愛は異常性欲の一つではなく異性愛と同様に人間の性的指向の一つであるとして、「従来同性愛者は社会の偏見の中で孤立を強いられ、自分の性的指向について悩んだり、苦しんだりしてきた」と認定した。安易に「同性愛者」と「男女」を同列に扱って、一般原則たる「男女別室ルール」を援用し、利用拒否した都側に過失があったとされた。青少年によるいやがらせ等の言動については、「同性愛者に対する蔑視によるもの」で、それはいやがらせをした青少年の施設の利用を拒否する理由にはなりえても同性愛者の利用を拒否する理由とはなりえないとした。
東京都は不服として東京高等裁判所に控訴した。控訴趣意書では、同性愛という性的指向を、性的自己決定能力を十分にもたない小学生や青少年に知らせ混乱をもたらすため、秩序を乱すことになるのが問題であると述べられていた。
1997年9月16日、東京高裁は都の控訴を棄却。都に対しては10万円減額し、アカーに16万7200円と遅延損害金を支払うよう命じた。判決文で「青少年に対しても、ある程度の説明をすれば、同性愛について理解することが困難であるとはいえない」「都教育委員会を含む行政当局としては、その職務を行うについて、少数者である同性愛者をも視野に入れた、肌理の細かな配慮が必要であり、同性愛者の権利、利益を十分に擁護することが要請されているものというべきであって、無関心であったり知識がないということは公権力の行使に当たる者として許されないことである」とした。そして「行政側の処分は同性愛者という社会的地位に対し怠慢による無理解から、不合理な差別的取り扱いをしており違憲違法であった」として全面的にアカーの請求を認める判決を下した。一方で、この裁判を契機に同性愛に対する偏見とされた記述が解消される一因にもなった。これに対して都側は上告せず、本二審にて原告団体の勝訴が確定した。

## 備考
井田真木子の著書『同性愛者たち』
1991年2月13日、テレビ各局は前日の提訴をニュースで取り上げた。ワイドショーで裁判のことを知ったノンフィクション作家の井田真木子はアカーに連絡をとり、取材を申し込んだ。同年6月、サンフランシスコのプライドパレードを新美と見に行くなど、メンバーと深く関わり、一審判決直前の1994年1月に『同性愛者たち』を出版した。同書においてアカーのメンバーはいずれも実名で掲載された。二審判決が確定すると井田は大幅に加筆し、『もうひとつの青春―同性愛者たち』として1997年12月に文春文庫から刊行した。
「結婚の自由をすべての人に」訴訟
2019年2月14日、日本国内の複数の同性カップルが、同性同士が法律婚できないのは違憲だとして、損害賠償を求める訴訟を東京、大阪、札幌、名古屋の各地方裁判所で一斉に提訴した。同年9月5日には同様の訴訟が福岡地裁にも提起された。同性婚の合憲性を正面から問う国内初のこの訴訟（「結婚の自由をすべての人に」訴訟）において、青年の家事件で原告の代理人を務めた中川重徳は東京訴訟弁護団に加わった。アカーのメンバーで中川に青年の家事件の弁護を依頼した永野靖は1992年に商工中金を辞め、6年かけて司法試験に合格し、2000年に弁護士となっており、同じく東京訴訟弁護団に加わった。
2020年、風間孝は、当該同性婚訴訟において原告側の主張を支持する立場の意見書を赤枝香奈子との連名で裁判所に提出した。「同性愛を病理と見なす異性愛規範は1990年代に日本の精神医学そして府中青年の家裁判判決において明確に否定された」と述べた。アカーのメンバーの河口和也も同年に意見書を提出した。